# Altenkirchen (Rügen)
Altenkirchen település Németországban, Mecklenburg-Elő-Pomeránia tartományban. Lakosainak száma 921 fő (2023. december 31.).

## A település részei
| - Altenkirchen - Drewoldke - Gudderitz - Lanckensburg - Mattchow | - Schwarbe - Presenske - Wollin - Zühlitz |

## Látnivalói

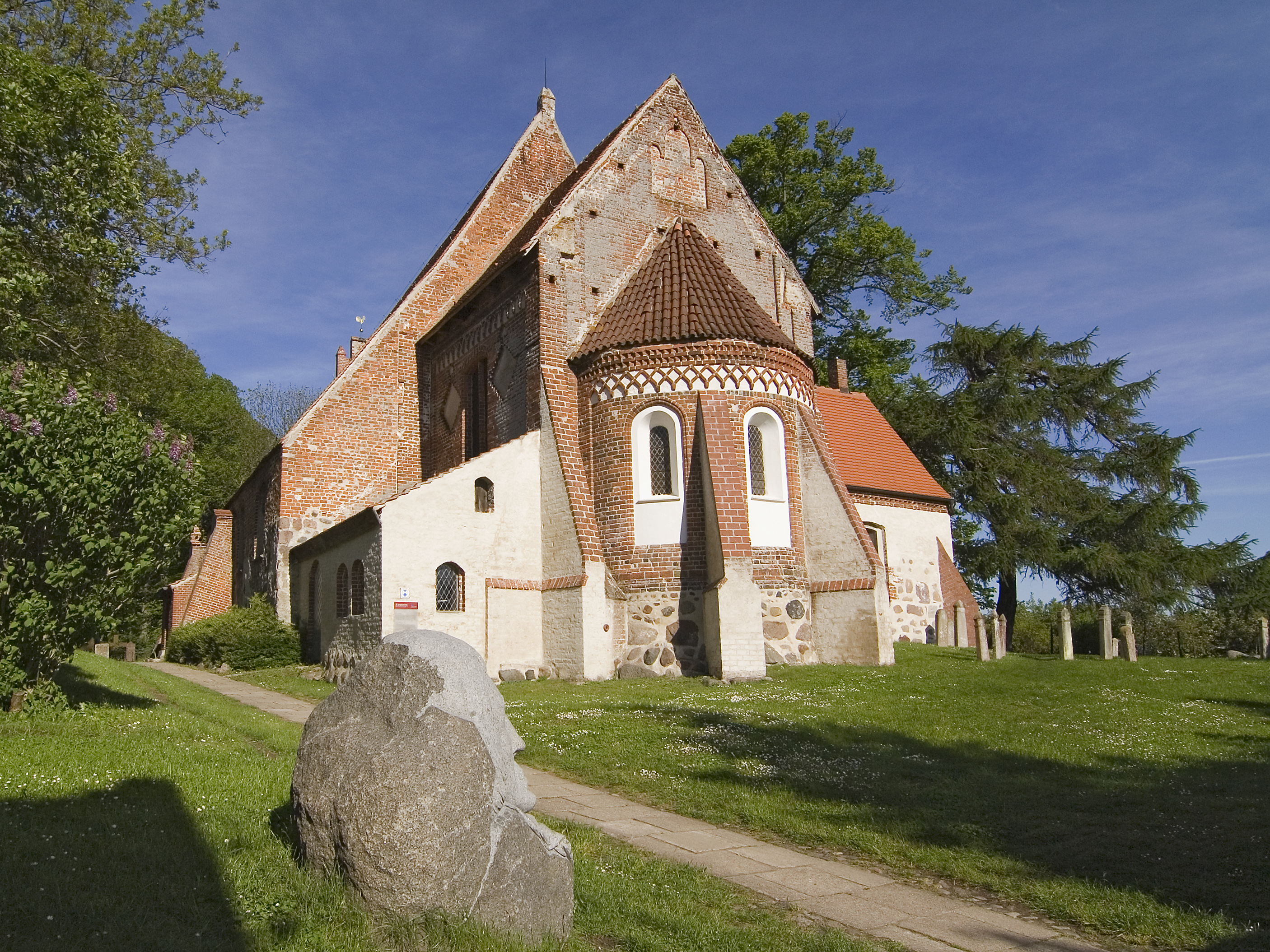
A templom
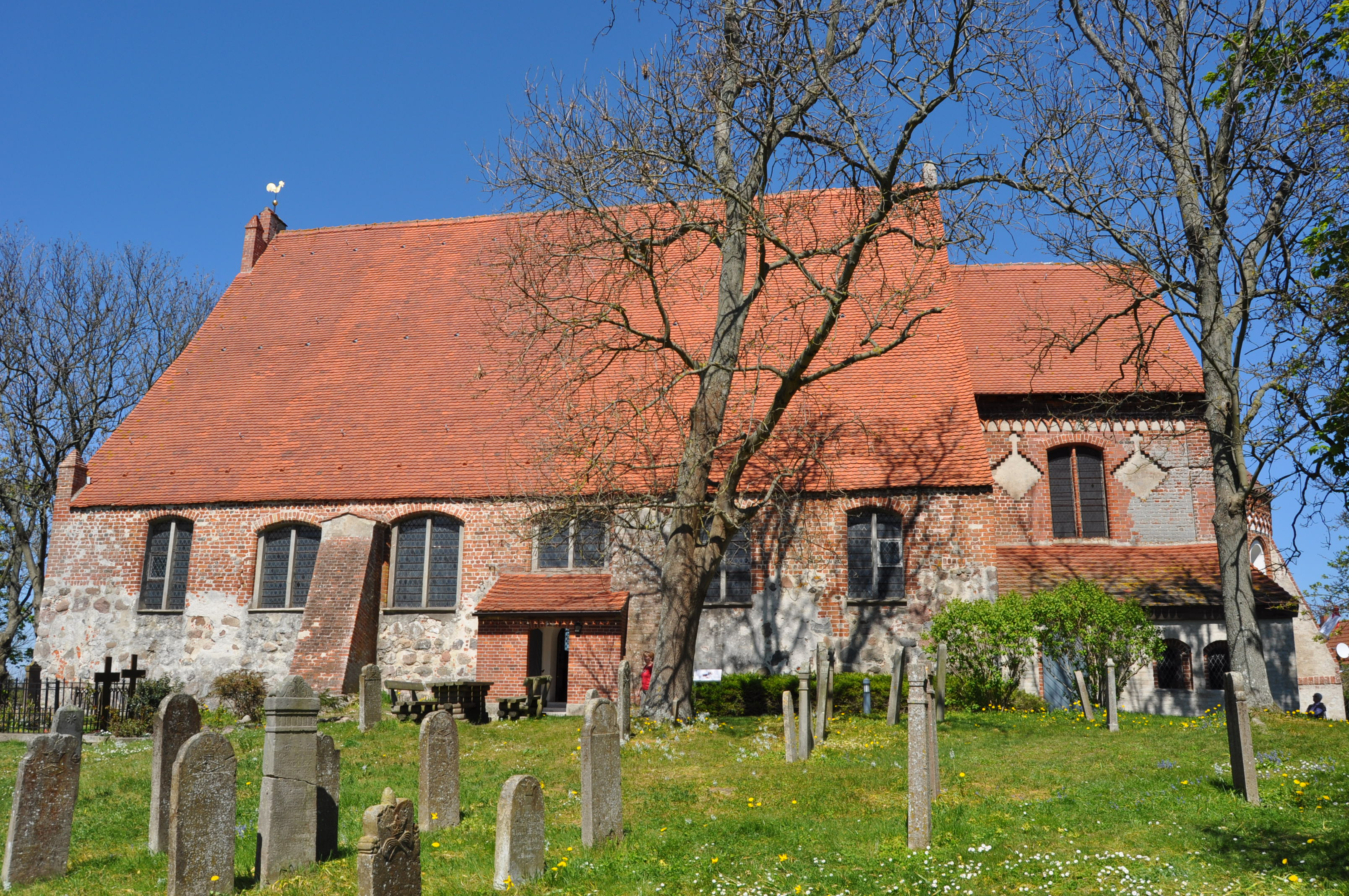
A templom
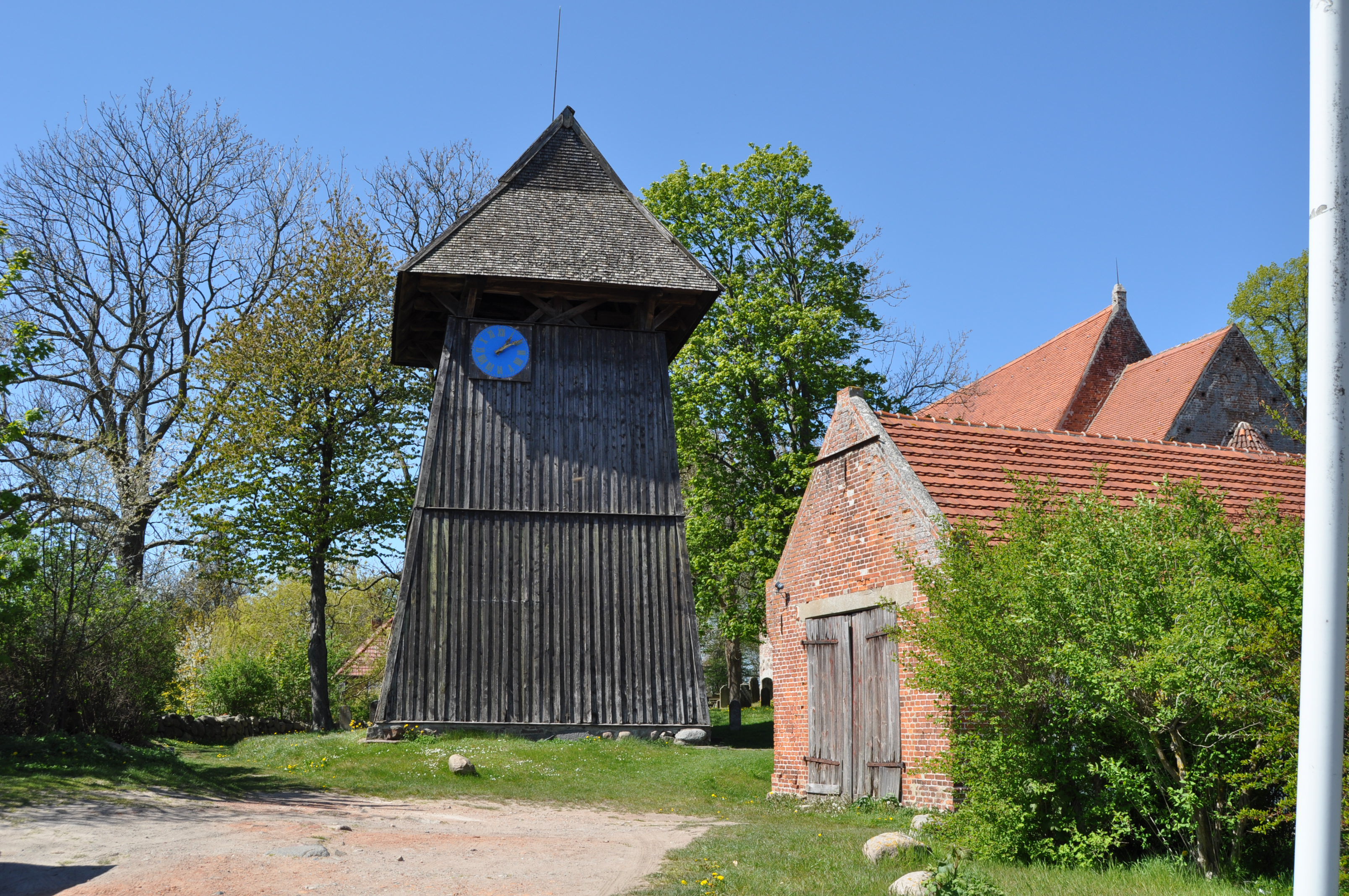
A harangtorony
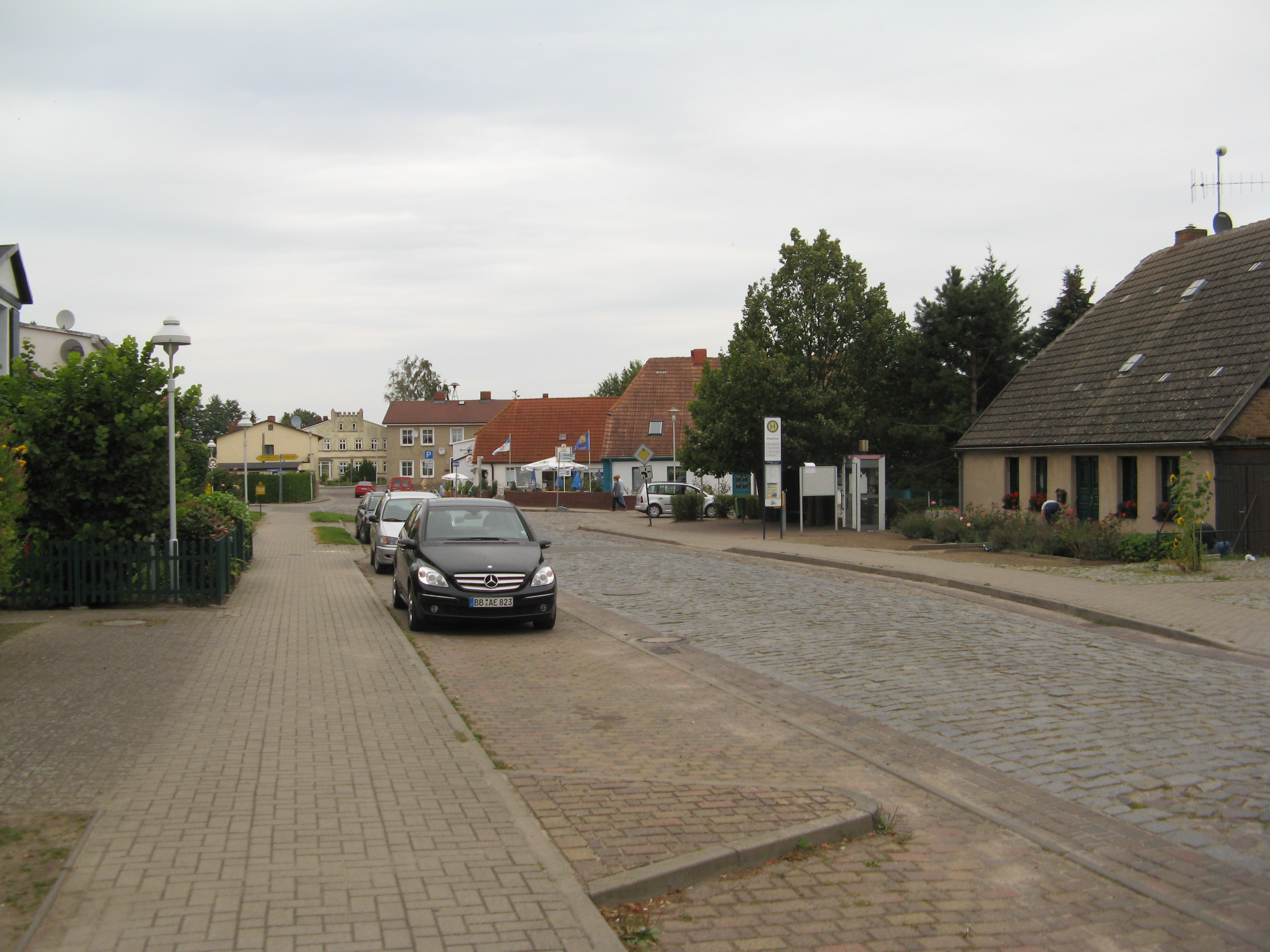
Altenkirchen
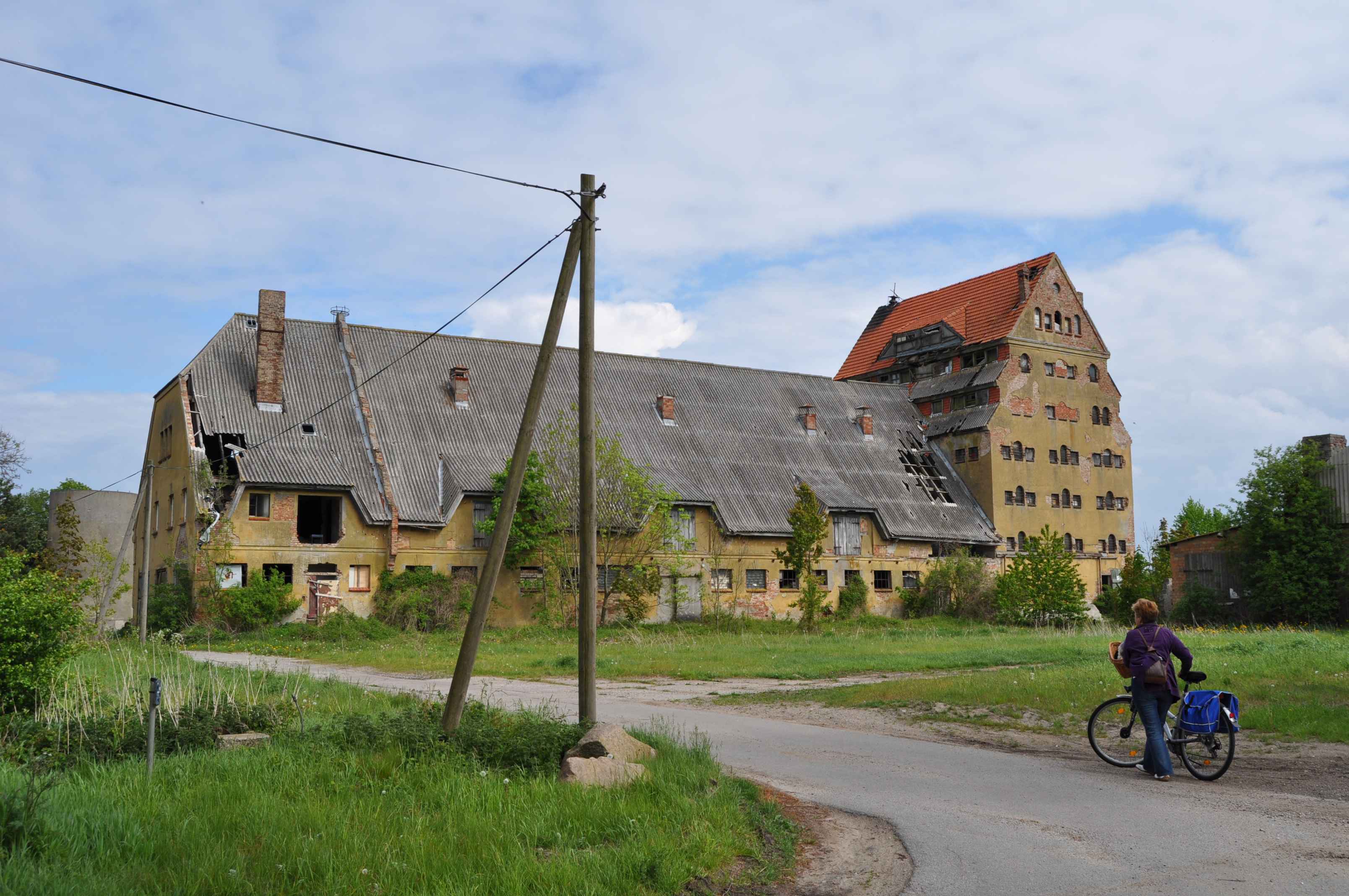
Lanckensburg
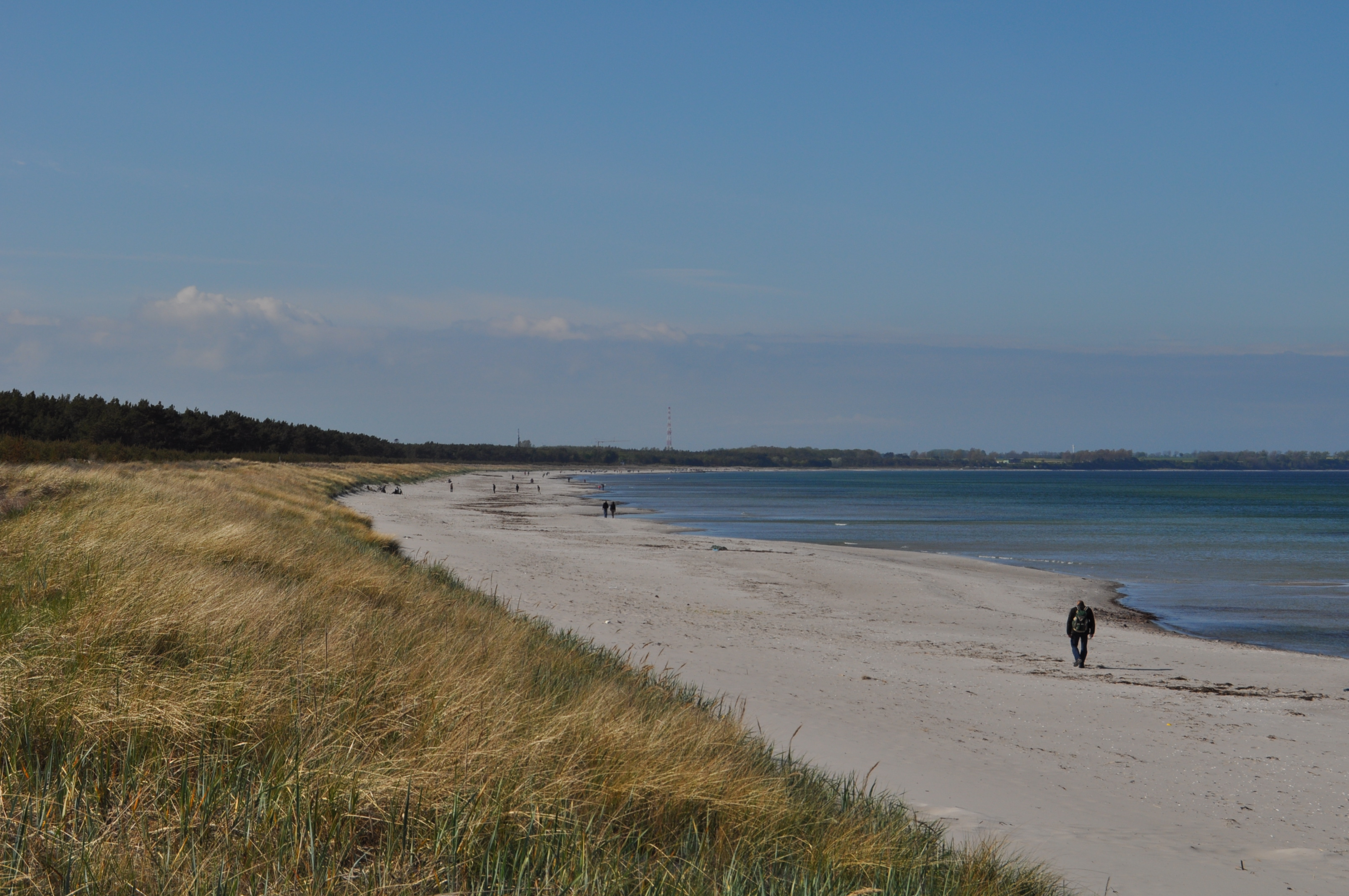
Az adótorony Drewoldke
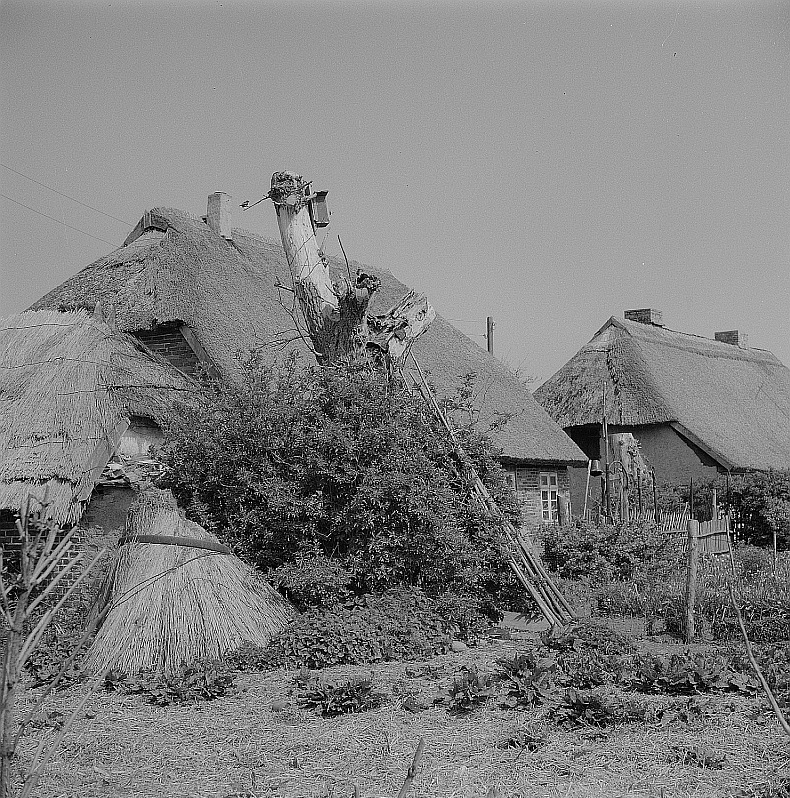
Gudderitz 1962/63
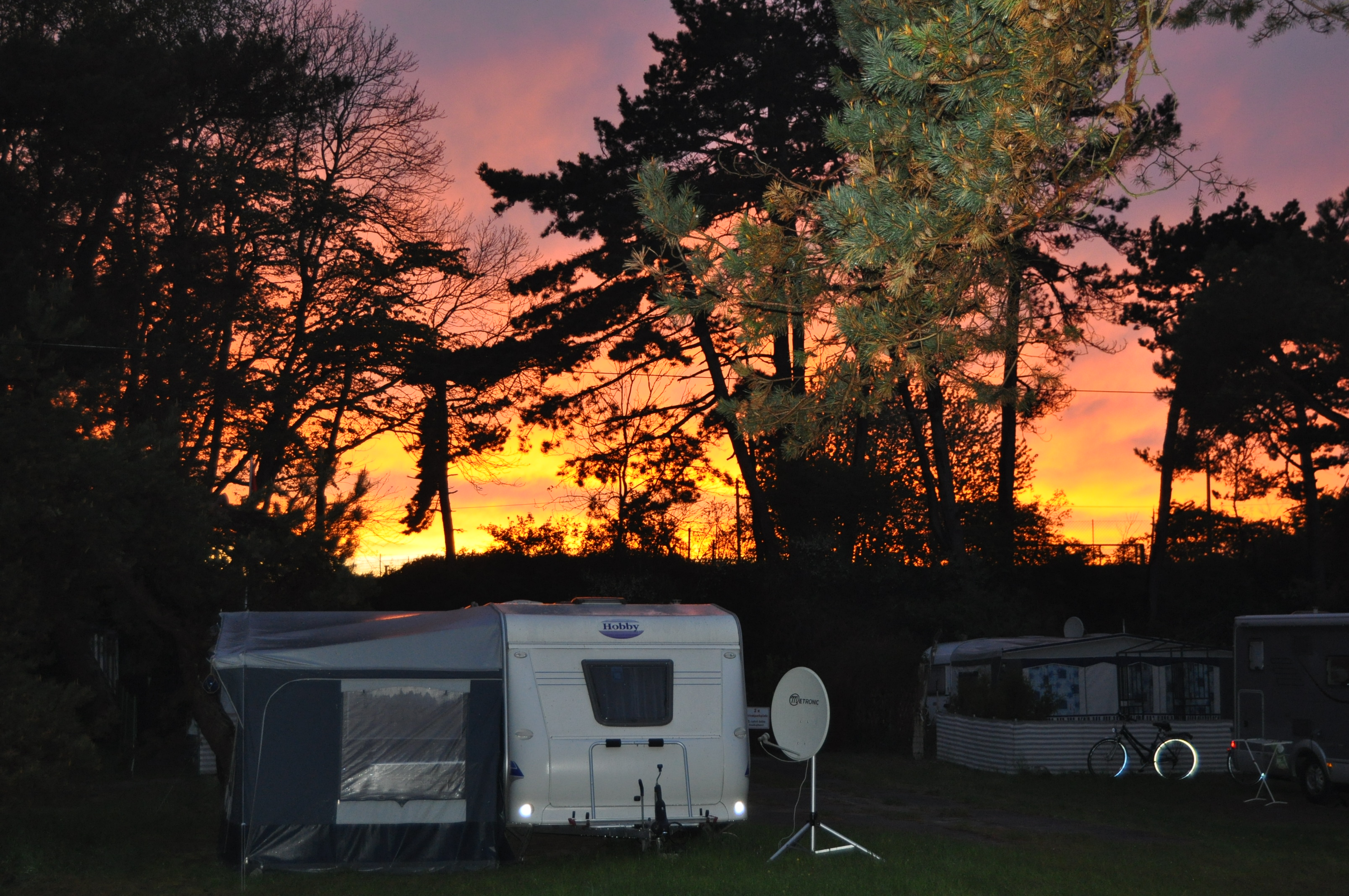
Camping Drewoldke

- A templom
- A templom
- A harangtorony
- Altenkirchen
- Lanckensburg
- Az adótorony Drewoldke
- Gudderitz 1962/63
- Camping Drewoldke